# Стельмах Анатолій Юрійович
Анато́лій Ю́рійович Сте́льмах (нар. 9 лютого 1978, Львів) — український військовик і державний службовець, виконувач обов'язків міністра з питань реінтеграції тимчасово окупованих територій України з 6 вересня 2024 року.

## Біографія
Анатолій Стельмах народився у Львові. З 1994 до 1999 року він навчався у військовому інституті при Львівській політехніці, який закінчив за спеціальністю «військова журналістика». Також згодом здобув фах юриста в Міжрегіональній академії управління персоналом та став державним управлінцем в однойменній академії при Президентові України.
З 1999 до 2005 року він працював кореспондентом-організатором відділу громадсько-політичних проблем редакції газети «Північні військові відомості» Північного оперативного командування. Одночасно в січні — листопаді 2004 року також служив офіцером редакційно-видавничої групи управління 6-ї окремої механізованої бригади в Іраку.
У 2005—2007 роках Анатолій Стельмах був старшим офіцером пресцентру Сухопутних військ.
У 2007 році очолив телевізійну інформаційну групу Центральної телерадіостудії Міноборони у Львові.
З червня 2013-го по квітень 2014 року — Стельмах був помічником командира 18 окремого вертолітного загону українського національного контингенту Місії ООН зі стабілізації в Демократичній Республіці Конго. До цієї країни у складі миротворчої місії повернувся вдруге вже у 2016—2017 роках. Під час ротацій в Африці був помічником командира національного контингенту по роботі зі ЗМІ. Там же обидва рази в Конго брав участь у бойових виїздах груп бойового управління.
Під час антитерористичної операції в Донецькій і Луганській областях у 2014 році Анатолій Стельмах був офіційним речником. Також очолював комунікації операції Об'єднаних сил — працював з журналістами, щоденно інформував суспільство про перебіг подій на фронті російсько-української війни.
У 2018—2021 роках Анатолій Стельмах служив заступником начальника регіонального відділу Центральної телерадіостудії міністерства оборони України, а в квітні — жовтні 2021 року він був заступником начальника агентства та редактором інформаційної редакції інформаційного агентства міністерства оборони України.
З жовтня 2021 до січня 2022 року Анатолій Стельмах був начальником інформаційного агентства міністерства оборони України АрміяInform.
12 січня 2022 року Анатолій Стельмах був призначений заступником міністра з питань реінтеграції тимчасово окупованих територій України. 6 вересня 2024 року згідно з розпорядженням Кабінету міністрів України Анатолій Стельмах став виконувачем обов'язків міністра з питань реінтеграції тимчасово окупованих територій України.